# Бодене (Індерський район)
Бодене́ (каз. Бөдене) — село у складі Індерського району Атирауської області Казахстану. Адміністративний центр та єдиний населений пункт Боденевського сільського округу.
У радянські часи село називався Будене.
Населення — 1560 осіб (2021; 1476 у 2009, 1449 у 1999, 1120 у 1989).